# Heini Hyvönen
Heini Hyvönen (* 12. März 1994 in Mikkeli) ist eine finnische Fußballschiedsrichterassistentin.

## Werdegang
Hyvönen begann im Alter von 15 Jahren als Schiedsrichterin. Heute leitet sie Spiele im finnischen Vereinsfußball der Damen und der Herren. Im Juli 2023 war sie die erste Schiedsrichterin in der höchsten finnischen Herrenliga Veikkausliiga.
Seit 2018 steht Hyvönen als Schiedsrichterassistentin auf der Liste der FIFA-Schiedsrichter und ist an der Spielleitung internationaler Fußballspiele beteiligt, unter anderem in der Women’s Champions League und der Women’s Nations League.
Hyvönen war unter anderem Schiedsrichterassistentin beim Zypern-Cup 2018, bei der U-19-Europameisterschaft 2022 in Tschechien, in der europäischen WM-Qualifikation für die Weltmeisterschaften 2019 und 2023, in der EM-Qualifikation für die Europameisterschaft 2025 sowie bei diversen Qualifikations- und Freundschaftsspielen.
Im April 2025 wurde Hyvönen gemeinsam mit Almira Spahić als Assistentin von Tess Olofsson für die Europameisterschaft 2025 in der Schweiz nominiert.